# هانس بيتر بوريسن
هانس بيتر بوريسن (بالدنماركية: Hans Peter Børresen)‏ هو مبشر دنماركي، ولد في 29 نوفمبر 1825، وتوفي في 1901.